# Baldipata
Baldipata est un téléfilm français réalisé par Michel Lang, diffusé en 1995. 
C'est le premier des cinq téléfilms de la série télévisée Baldi :
1. Baldipata (diffusé le 11 janvier 1995)
2. Baldi et les petits riches (diffusé le 30 avril 1997)
3. Baldi et la voleuse d'amour (diffusé le 8 octobre 1997)
4. Baldi et radio trottoir (diffusé le 28 octobre 1998)
5. Baldi et Tini (diffusé le 10 mai 2000)

## Synopsis
Colette (Annie Cordy), petite bourgeoise, fréquente les lieux que hantent les SDF. Elle vient de perdre son mari, il y a six mois. Son mari n'a pas pu supporter que son fils soit en prison dans un pays de l'Est à cause de trafics inconnus. Elle cherche un faux mari entre les sans-abris pour l'accompagner dans la ville où est enfermé son fils à la suite d'un appel écrit d'un compagnon de cellule. Elle rencontre Baldipata (Charles Aznavour), « T'as pas dix balles ? » en verlan, et trouve celui qu'elle cherche.

## Fiche technique
- Titre : Baldipata
- Réalisation : Michel Lang
- Scénario : Claude d'Anna, Laure Bonin
- Photographie : Miklos Biro
- Son : Thomas Lefèvre
- Musique : Pierre Porte
- Casting : Lissa Pillu
- Production : Production Cipango
- Pays d'origine :  France
- Format : Téléfilm
- Genre : drame
- Durée : 90 minutes
- Date de diffusion : 11 janvier 1995

## Distribution
- Charles Aznavour - (Baldipata)
- Annie Cordy - (Colette)
- Gottfried John - (Alexander)
- Yves Jacques - (le consul)
- Eszter Nagy-Kalozy - (Kristina)
- Anna Rackevei - (Teresa)
- Janos Ban - (Débile)
- Barbara Kelsch - ( Anouka )